# Луксембург на Светском првенству у атлетици на отвореном 2013.
Луксембург је учествовао на Светском првенству у атлетици на отвореном 2013. одржаном у Москви од 10. до 18. августa. Репрезентацију Луксембурга представљао је један такмичар који се такмичио у трци на 400 са препонама.
На овом првенству Луксембург није освојио ниједну медаљу а Жак Фриш није завршио трку.

## Резултати

### Мушкарци
| Атлетичар | Дисциплина    | Лични рекорд | Квалификације     | Квалификације     | Полуфинале           | Полуфинале           | Финале               | Финале               | Детаљи |
| Атлетичар | Дисциплина    | Лични рекорд | Резултат          | Место             | Резултат             | Место                | Резултат             | Место                | Детаљи |
| --------- | ------------- | ------------ | ----------------- | ----------------- | -------------------- | -------------------- | -------------------- | -------------------- | ------ |
| Жак Фриш  | 400 м препоне | 50,94 НР     | Није завршио трку | Није завршио трку | Није се квалификовао | Није се квалификовао | Није се квалификовао | Није се квалификовао |        |